# Prisma esagonale triaumentato
In geometria solida, il prisma esagonale triaumentato è un poliedro con 17 facce che può essere costruito, come intuibile dal suo nome, aumentando un prisma esagonale facendo combaciare tre delle sue facce laterali, non adiacenti tra loro, con la base di tre piramidi quadrate.

## Caratteristiche
Il prisma esagonale triaumentato è uno dei 92 solidi di Johnson, in particolare quello indicato come J57, ossia un poliedro strettamente convesso avente come facce dei poligoni regolari ma comunque non appartenente alla famiglia dei poliedri uniformi, ed è il nono di una serie di nove prismi aumentati tutti facenti parte dei solidi di Johnson. Nel caso in cui le tre piramidi fossero attaccate a tre facce laterali adiacenti, il poliedro risultato non sarebbe più convesso e non sarebbe quindi un solido di Johnson. 
Per quanto riguarda i 15 vertici di questo poliedro, su 12 di essi incidono una faccia esagonale, una quadrata e due triangolari, e sugli altri 3 incidono quattro facce triangolari.

## Formule
Considerando un prisma esagonale triaumentato avente come facce dei poligoni regolari aventi lato di lunghezza {\displaystyle a}, le formule per il calcolo del volume {\displaystyle V} e della superficie {\displaystyle A} risultano essere:
{\displaystyle V={\frac {a^{3}}{2}}\left({\sqrt {2}}+3{\sqrt {3}}\right)\approx 3,3051830\ldots a^{3};}
{\displaystyle A=\left(3+6{\sqrt {3}}\right)a^{2}\approx 13,3923048\ldots a^{2}.}

## Poliedro duale
Il poliedro duale del prisma esagonale triaumentato è una bipiramide esagonale alternata di ordine 4.

## Poliedri correlati
Il prisma esagonale triaumentato può essere diminuito sottraendogli una piramide a base quadrata e formando, a seconda della faccia dalla quale viene sottratta tale piramide, il prisma esagonale parabiaumentato o il prisma esagonale metabiaumentato, anch'essi facenti parte dei solidi di Johnson.